# 汽锅鸡
汽锅鸡，俗称玲锅鸡，是滇菜之一，发源于云南建水县，早在200多年前就在滇南流传。

## 背景
清乾隆年间，汽锅鸡就在滇南地区民间流传，相传是由建水福德居厨师杨沥发明。1940年代，建水人包宏伟夫妇在昆明福照街开设专门经营汽锅鸡的饮食店。在沿用传统烹制方法的基础上，在汽锅鸡中加入三七、人蔘、虫草、天麻等滋补药材，使味道更加鲜美，并具有大补气血的作用，成为国宴上的一道名菜。

## 作法

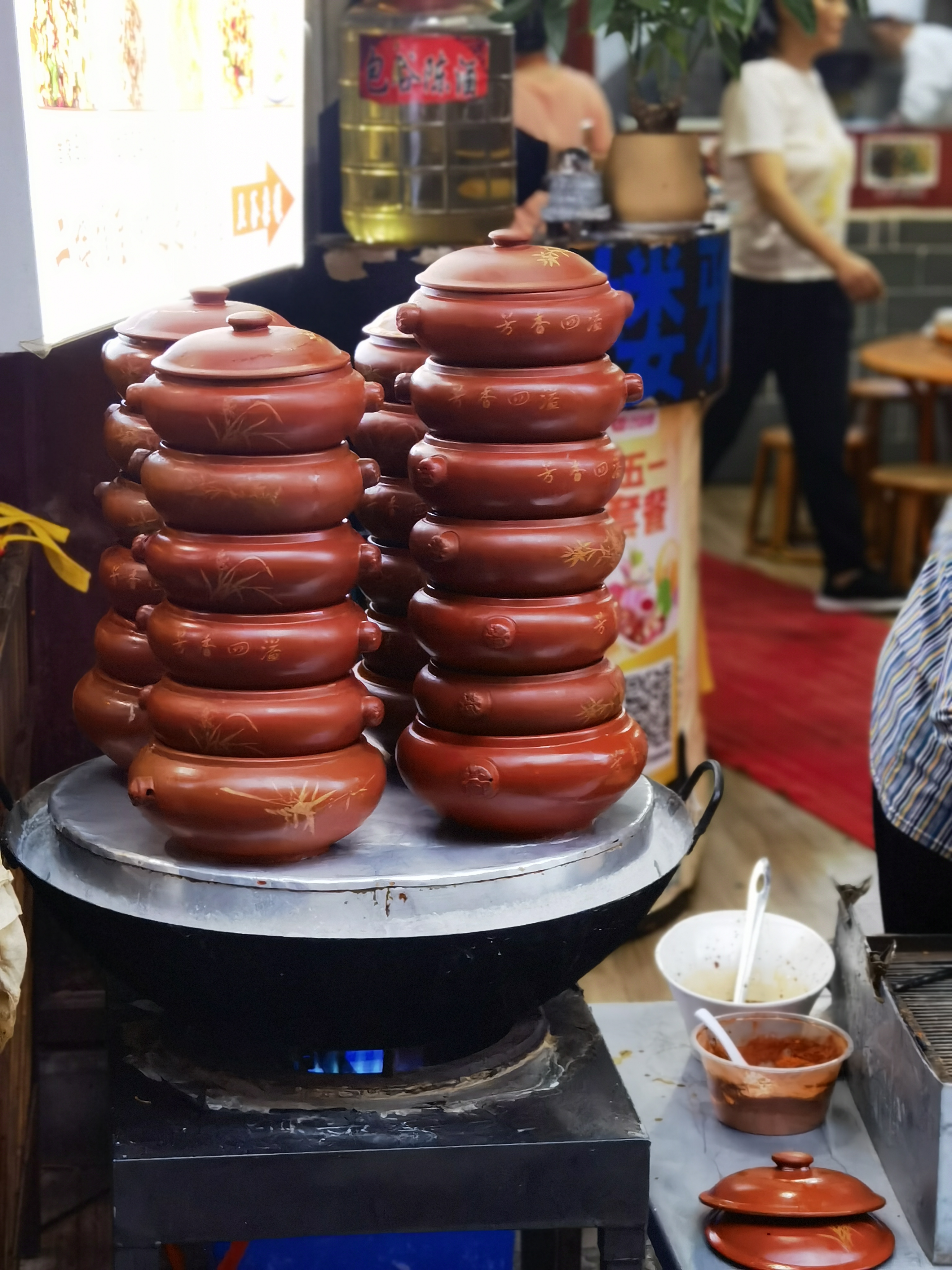
正在蒸炖的汽锅鸡

建水盛产紫陶，当地出产一种别致的蒸锅名叫「汽锅」，专门用来蒸食物，即使不加水也能熬出鲜美的鸡汤，其制作原理就是利用底锅烧水，使蒸汽从汽锅的“气嘴”涌入锅中，用冷凝效应产生出纯净的蒸馏水来熬制鸡汤。
制作汽锅鸡时将新鲜的鸡肉宰成块状再短暂焯水，將血沫儿和碎骨头去除。随后将鸡肉放入汽锅，撒上盐和胡椒腌制，加入葱姜去腥，另加入枸杞、三七。汽锅放于炖肉骨的土炉上，蒸上至少三个半小时。土锅中的沸水产生的蒸汽透过气嘴入锅，将鸡肉煮熟。这种制作方法可以最大限度的保留食材的营养与味道，所得鸡汤少而精浓，肉汤鲜美。